# Evans Mensah
Evans Mensah (Swedru, Ghana; 9 de febrero de 1998) es un futbolista ghanés. Juega de delantero en el FC Torpedo Zhodino de la Liga Premier de Bielorrusia.

## Trayectoria

### Al-Kharitiyath SC
Para la temporada 2020-21 se da su llegada al Al-Kharitiyath SC.

## Selección nacional

### Participaciones en selección nacional
| Torneo                                   | Categoría | Sede   | Resultado    | Partidos | Goles |
| ---------------------------------------- | --------- | ------ | ------------ | -------- | ----- |
| Copa Africana de Naciones Sub-23 de 2019 | Sub-23    | Egipto | Cuarto lugar | 5        | 2     |

## Estadísticas

### Clubes
Actualizado al último partido jugado el 26 de agosto de 2022.
| Inter Allies Ghana | 1.ª                 | 2016                | 17  | 1  | -  | - | -  | - | 17  | 1  | 0.05 |
| Inter Allies Ghana | Total               | Total               | 17  | 1  | 0  | 0 | 0  | 0 | 17  | 1  | 0.05 |
| Klubi-04 · Finlandia | 3.ª                 | 2016                | 2   | 0  | -  | - | -  | - | 2   | 0  | 0.00 |
| Klubi-04 · Finlandia | 3.ª                 | 2017                | 1   | 1  | -  | - | -  | - | 1   | 1  | 1.00 |
| Klubi-04 · Finlandia | Total               | Total               | 3   | 1  | 0  | 0 | 0  | 0 | 3   | 1  | 0.33 |
| HJK Helsinki · Finlandia | 1.ª                 |                     |     |    |    |   |    |   |     |    |      |
| HJK Helsinki · Finlandia | 1.ª                 | 2016                | 3   | 0  | -  | - | -  | - | 3   | 0  | 0.00 |
| HJK Helsinki · Finlandia | 1.ª                 | 2017                | 29  | 8  | 7  | 2 | 4  | 0 | 40  | 10 | 0.25 |
| HJK Helsinki · Finlandia | 1.ª                 | 2018                | 20  | 4  | 7  | 1 | 6  | 1 | 33  | 6  | 0.18 |
| HJK Helsinki · Finlandia | 1.ª                 | 2019                | 21  | 7  | 2  | 0 | 6  | 0 | 29  | 7  | 0.24 |
| HJK Helsinki · Finlandia | Total               | Total               | 73  | 19 | 16 | 3 | 16 | 1 | 105 | 23 | 0.21 |
| Portimonense S. C. Portugal | 1.ª                 | 2019-20             | 0   | 0  | -  | - | -  | - | 0   | 0  | 0.00 |
| Portimonense S. C. Portugal | Total               | Total               | 0   | 0  | 0  | 0 | 0  | 0 | 0   | 0  | 0.00 |
| Al-Kharitiyath S. C. Catar | 1.ª                 | 2020-21             | 18  | 1  | 9  | 3 | -  | - | 27  | 4  | 0.24 |
| Al-Kharitiyath S. C. Catar | Total               | Total               | 18  | 1  | 9  | 3 | 0  | 0 | 27  | 4  | 0.24 |
| Ceramica Cleopatra FC · Egipto | 1.ª                 | 2021-22             | 15  | 1  | -  | - | -  | - | 15  | 1  | 0.07 |
| Ceramica Cleopatra FC · Egipto | Total               | Total               | 15  | 1  | 0  | 0 | 0  | 0 | 15  | 1  | 0.07 |
| Total en su carrera | Total en su carrera | Total en su carrera | 126 | 23 | 25 | 6 | 16 | 1 | 167 | 30 | 0.20 |
| (1) Incluye datos de Copa de la Liga de Finlandia, Copa de Finlandia, Copa de las Estrellas de Catar y Copa Príncipe de la Corona de Catar. (2) Incluye datos de Liga de Campeones de la UEFA y Liga Europa de la UEFA. (3) No incluye goles en partidos amistosos. |                     |                     |     |    |    |   |    |   |     |    |      |

## Palmarés

### Campeonatos nacionales
| Título            | Club         | País      | Año  |
| ----------------- | ------------ | --------- | ---- |
| Copa de Finlandia | HJK Helsinki | Finlandia | 2017 |
| Veikkausliiga     | HJK Helsinki | Finlandia | 2017 |
| Veikkausliiga     | HJK Helsinki | Finlandia | 2018 |